# Districtul Murzuq
Murzuq este un district în Libia. Are 68.718 locuitori și o suprafață de 349.750 km².